# Flamellidae
Famille
Les Flamellidae sont une famille de l’ordre des Varipodida  (classe des Variosea).

## Étymologie
Le nom de la famille vient du genre type Flamella, dérivé du latin flamm / flamme, et du suffixe latin -ella / petite.

## Description
Selon Bovee et al., la forme mobile de l’espèce type Flamella magnifica, mesure 30 à 60 µm de long, sur 30 à 60 µm de large ; ses contours sont rapidement changeant. Ses pseudopodes qui émergent de la marge et de la surface du corps, sont coniques et transparents ; ils ont de 1 à 10 µm de long, et ont une marge claire et proéminente, comme des veines. La cellule n'a pas d'uroïde (queue). L'ectoplasme est pâle, transparent. L'endoplasme est légèrement granuleux. Le noyau indistinct n'a pas pu être décrit. La cellule possède des vésicules alimentaires, de 3 à 5 µm de diamètre ; pas d'autre type de vésicule n'a été observé. La cellule renferme de rares cristaux bipyramidaux, de petite taille (2 µm). La forme kystique est inconnue. L'espèce est herbivore,.

## Habitat
L’espèce type Flamella magnifica est marine et vit sur les algues.

## Liste des genres
Selon IRMNG (22 mars 2025) :
- Flamella Schaeffer, 1926
  - Espèce type : Flamella magnifica Schaeffer, 1926
- Telaepolella Lahr, Kubik, Gant, Grant, Anderson & Katz, 2012

## Systématique
Le nom valide de ce taxon est Flamellidae Cavalier-Smith in Cavalier-Smith, Chao & Lewis, 2016.
Flamellidae a pour synonyme : Flamellidae.

## Publication originale
- Thomas Cavalier-Smith, Ema E. Chao et Rhodri Lewis, « 187-gene phylogeny of protozoan phylum Amoebozoa reveals a new class (Cutosea) of deep-branching, ultrastructurally unique, enveloped marine Lobosa and clarifies amoeba evolution », Molecular Phylogenetics and Evolution, no 99,‎ 2016, p. 275-296 (ISSN 1055-7903, lire en ligne, consulté le 22 mars 2025).